# Hasse Carlsson (handbollsspelare)
Hasse Urban Carlsson, född 26 maj 1933 i Backa församling, idag i Göteborg, död 26 februari 2006 på Gran Canaria, Spanien, var en svensk handbollsspelare (mittsexa).

## Karriär
Hasse Carlsson spelade för IK Heim under åren 1956–1959. Troligen bytte han klubb till IF Guif 1959, det måste ha skett före 1960. Hans senare karriär är svårt att få några fakta kring.
Hasse Carlsson landslagsdebuterade 1957 den 17 november mot Norge i Oslo och gjorde tre mål. Han spelade till 1961 tolv landskamper i svenska landslaget, åtta av dessa spelade han 1958. Höjdpunkten i karriären var VM-guldet som 1958 erövrades i Östtyskland. Hasse Carlsson spelade i B-kedjan, en ren Göteborgskedja med Gunnar Kämpendahl och Nils Ekeroth som medspelare. Det gick bra för denna kedja. Hasse Carlsson som inledningsvis av elaka tungor kallades "tappstationen" för att han tappade bollar, fick senare heta "golvmoppen" efter ställningen då han gjorde sina mål. Totalt blev det 16 mål för Hasse Carlsson i VM. Sista landskampen spelades i VM 1961 3 mars mot Jugoslavien. Det blev bara en match för Carlsson i detta VM.